# 3-(3,4-Dichlorphenyl)-1,1-dimethylharnstoff
3-(3,4-Dichlorphenyl)-1,1-dimethylharnstoff (DCMU) ist ein Phenylharnstoff-Derivat, das als Herbizid verwendet wird und die Photosynthese von Pflanzen hemmt.
Es wurde 1954 von der Firma Bayer unter dem Handelsnamen Diuron als Unkrautbekämpfungsmittel eingeführt und wird zur völligen Beseitigung von Pflanzen verwendet (Breitbandherbizid). Es wird zum Schutz von Holz und Mauerwerk und als Beschichtungsmittel eingesetzt.

## Wirkung
DCMU ist ein selektives Herbizid, das systemische Eigenschaften besitzt. Es wird vor allem über die Wurzeln der behandelten Unkrautpflanzen aufgenommen und in diesen weitertransportiert, so dass es zu einer Anreicherung in den oberen Teilen der Pflanzen kommt. Der Wirkstoff hemmt die Photosynthese der Pflanzen, indem er den Elektronentransport zwischen Photosystem II und Plastochinon (PQ) inhibiert. Somit gelangen die Elektronen aus der Wasserspaltung nicht zum Photosystem I (P700). Damit wird die Elektronentransportkette unterbrochen, die auf dem Transport von Elektronen durch die Elektronentransportkette von Photosystem II zu Photosystem I beruht.
Die Wirkung ist daran messbar, dass die Chlorophylle der Pflanzen eine erhöhte Fluoreszenz zeigen. Die Ursache der Fluoreszenz ist, dass die aufgenommene Lichtenergie nicht mehr über den normalen Weg des linearen Elektronentransports in chemische Energie umgesetzt werden kann.
Der cyclische Elektronentransport (PSI zu Ferredoxin zu PQ zu Cytochrom-b6f-Komplex zu PC zu PSI) ist hingegen nicht beeinflusst.

## Verwendung

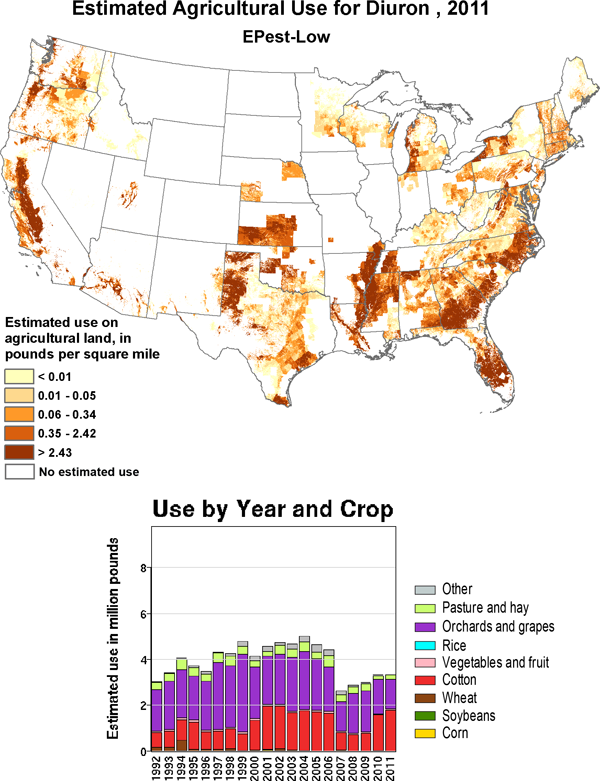
Geschätzte Ausbringungsmenge in den USA 2011

DCMU wird zur selektiven Unkrautbekämpfung im Zuckerrohr-, Getreide- und Baumwollanbau sowie im Weinbau, unter Ziergehölzen und Obstbäumen eingesetzt. Weiterhin wird es (in höherer Dosierung) in Kombination mit anderen Herbiziden auch als Total- und Semitotalherbizid auf Wegen und Plätzen eingesetzt. DCMU ist im Anhang I der Pflanzenschutzdirektive 91/414/EC gelistet und damit in Europa ein zugelassener Wirkstoff.
Zusammen mit Amitrol war DCMU Bestandteil des verbreiteten Herbizids Ustinex.
Außerdem wird es im Bereich Materialschutz genutzt. Aus DCMU-haltigen Anstrichmitteln hergestellte Anstriche, z. B. Fassadenanstriche oder Schiffsbodenanstriche (Antifouling-Anstriche), bleiben frei von Algenbewuchs. Diuron ist jedoch nicht wirksam gegen andere Foulingorganismen (Schalentiere).

## Zulassung
In der EU ist die Zulassung von Pflanzenschutzmitteln mit diesem Wirkstoff am 30. September 2020 ausgelaufen, auch in der Schweiz sind keine entsprechenden Präparate mehr im Handel.

## Toxizität
DCMU ist als stark gewässergefährdend eingestuft.
Die Deutsche Bahn setzte Diuron bis 1996 ein, um Gleisanlagen pflanzenfrei zu halten. Nachdem der Verdacht aufgekommen war, das Mittel könne in hohen Konzentrationen Ungeborene und Kleinkinder schädigen, verzichtete das Unternehmen auf dessen Anwendung. Mit der Pflanzenschutz-Anwendungsverordnung wurde diese Anwendung auch rechtlich untersagt. Auf Grundlage einer Studie prüften die Biologische Bundesanstalt für Land- und Forstwirtschaft und das Umweltbundesamt Mitte 2000 eine Lockerung des Einsatzverbotes. Da eine wirksame Alternative fehlte, kam es zwischenzeitlich zu einer zunehmenden Verunkrautung von Gleisanlagen.
Das Bundesministerium für Ernährung, Landwirtschaft und Verbraucherschutz (BMELV) plante bereits 2002 in seinem Entwurf zur Änderung der Pflanzenschutz-Anwendungsverordnung eine noch weitergehende Anwendungsbeschränkung. Eine Untersuchung des Instituts Fresenius hingegen hält es nur unter ungünstigen Bedingungen für möglich, dass DCMU ins Grundwasser gelangen kann. DCMU ist möglicherweise krebserzeugend.
DCMU wurde 2012 von der EU gemäß der Verordnung (EG) Nr. 1907/2006 (REACH) im Rahmen der Stoffbewertung in den fortlaufenden Aktionsplan der Gemeinschaft (CoRAP) aufgenommen. Hierbei werden die Auswirkungen des Stoffs auf die menschliche Gesundheit bzw. die Umwelt neu bewertet und ggf. Folgemaßnahmen eingeleitet. Ursächlich für die Aufnahme von DCMU waren die Besorgnisse bezüglich weit verbreiteter Verwendung sowie als potentieller endokriner Disruptor. Die Neubewertung läuft seit 2014 und wird von Finnland durchgeführt. Um zu einer abschließenden Bewertung gelangen zu können, wurden weitere Informationen nachgefordert.